# Sangis
Sangis is een dorp binnen de Zweedse gemeente Kalix. Het dorp ligt aan de monding waar de Sangis älv naar de Sangisfjord stroomt. Sangis ligt op een verkeersknooppunt van de west-oostlopende Europese weg 4 tussen Kalix en Haparanda en de hier beginnende/eindigende Zweedse weg 398 naar het noordelijke Hedenäset.
De geschiedenis van het dorp is in het begin onduidelijk. Sangis lag eerst in zee, maar door een plaatselijke verandering in isostasie begint het gebied rond het jaar 900 te stijgen; Sangis komt in het binnenland te liggen. Eerste bewoning begint ergens tussen de 14e eeuw en de 17e eeuw; men heeft literatuur gevonden waarin 12 personen woonden in toen nog Sangiis. Men leefde toen van landbouw en visserij. De eerste brug over de Sangisrivier werd gebouwd in 1763; anno 2008 zijn er drie bruggen..
Sangis bestaat uit een aantal wijken: Kall, Jönsbacken en Backen op de oostoever en Brännan, Skantrådet en Nygården op de westoever.
Bestuurscentrum: Kalix (tätort)
Tätort: Båtskärsnäs · Bredviken · Gammelgården · Karlsborg · Morjärv · Nyborg · Påläng · Risögrund · Rolfs · Sangis · Töre
Småort: Åkroken · Björkfors · Börjelsbyn · Granholmen · Innanbäcken · Innanlandet · Kälsjärv · Lappbäcken · Målson · Månsbyn · Ryssbält · Siknäs · Storön · Stråkanäs · Sören · Vallen · Vånafjärden
Overig: Björkvattnet · Bjumisträsk · Bondersbyn · Brattlandet · Empoberget · Forsbyn · Granån · Grubbnäsudden · Grytnäs · Hällfors · Holmträsk · Hömyrfors · Kamlunge · Klinten · Korpikå · Långfors · Lantjärv · Marieberg · Moån · Östanfjärden · Östra Flakaträsk · Östra Granträsk · Övermorjärv · Räktjärv · Rian · Småkvarn · Sockenträsk · Stora Lappträsk · Storsien · Tjäruträsk · Törböle · Törefors · Västannäs · Västra Flakaträsk · Vitvattnet ·